# パワーレンジャー・ニンジャスティール
- スーパー戦隊シリーズ > パワーレンジャー > パワーレンジャー・ニンジャスティール
- スーパー戦隊シリーズ > 手裏剣戦隊ニンニンジャー > パワーレンジャー・ニンジャスティール

『パワーレンジャー・ニンジャスティール』（Power Rangers Ninja Steel）は、アメリカ合衆国のテレビドラマ。日本の特撮テレビドラマシリーズ「スーパー戦隊シリーズ」の英語版ローカライズ作品「パワーレンジャーシリーズ」の第19作目であり、第24シーズンにあたる。2018年には第2シーズン（シリーズ第25シーズン）である『パワーレンジャー・スーパーニンジャスティール』（Power Rangers Super Ninja Steel）が放送。
第1シーズンは2017年1月21日から同年12月2日、第2シーズンは2018年1月27日から同年12月1日までニコロデオンで放送。第1シーズン全20話。第2シーズン全20話。

## 概要
前作『パワーレンジャー・ダイノチャージ』同様、『烈車戦隊トッキュウジャー』を飛ばし、『手裏剣戦隊ニンニンジャー』をベースとしている。
2016年9月5日から役者のアクショントレーニングが始まり、2017年5月にオールアップした。
特別編にて歴代パワーレンジャーが客演した際に、本作品における世界観が明らかとなり、本作品はMMPR～ジャングルフューリー、サムライ（スーパーサムライ）～メガフォース（スーパーメガフォース）から地続きの世界観という設定となっている。 そのため、ニンジャスティールの面々はトミーのことやタイムフォースの活躍は知っているが、別の世界の設定であるRPMとダイノチャージレンジャーのことは知らず、RPMシルバーやダイノチャージブルーを見て首を傾げる描写がある。

## 登場人物

### パワーレンジャー・ニンジャスティール
原典と同じく、女性陣はライオンファイヤーレンジャー（ニンニンジャー超絶）には変身していない。
ブロディ・ロメロ / ニンジャスティール・レッドレンジャー（アカニンジャー）/ ライオンファイヤーレッドレンジャー（アカニンジャー超絶）
ニンジャスティールレンジャーのリーダー。
元々はニンジャの家系に生まれた地球人だったが、幼少期にガルバナックスに父親を殺された際、誘拐され宇宙船内で10年間働かされていた。その宇宙船・ウォーリアードームシップが地球に接近した気に乗じてニンジャネクサスプリズムを強奪して逃走。10年越しの敵討ちを開始した。
長らく闘争の側で過ごしていたため荒事には慣れている反面、誘拐以降は外界と接点がない場で育ったためか精神的に未成熟な部分があるが、仲間たちとの交流によって徐々に克服している。
プレストン・ティエン / ニンジャスティール・ブルーレンジャー（アオニンジャー）/ ライオンファイヤーブルーレンジャー（アオニンジャー超絶）
ニンジャスティールレンジャーのサブリーダー。
魔法使いに憧れを抱いている手品師の青年。
カルヴァン・マクスウェル / ニンジャスティール・イエローレンジャー（キニンジャー）/ ライオンファイヤーイエローレンジャー（キニンジャー超絶）
ニンジャスティールレンジャーの3人。
高校の工学科に所属する少年。
ヘイリー・フォスター / ニンジャスティール・ホワイトレンジャー（シロニンジャー）
ニンジャスティールレンジャーの2人。
カルヴァンと交際している少女。
サラ・トンプソン / ニンジャスティール・ピンクレンジャー（モモニンジャー）
ニンジャスティールレンジャーの1人。
エンジニアを夢見る少女。高い技術力を持ち、手製のホバーボードを移動に使う。
エイデン・ロメロ / ニンジャスティール・ゴールドレンジャー（スターニンジャー）/ ライオンファイヤーゴールドレンジャー（スターニンジャー超絶）/ スーパーゴールドレンジャー（スーパースターニンジャー）
カントリーミュージックの歌手。ステージネームは「リーヴァイ・ウェストン」。ブロディの兄である。

#### 番外メンバー
ミック・ケーニック/ニンジャスティール・レッドレンジャー
ヒューマノイドタイプの宇宙人。無機物に変身する能力を持つ。
ダン・ロメロ / 先代ニンジャスティール・レッドレンジャー
ブロディとエイデンの父親。ニンジャマスターの地位にいる凄腕のニンジャだった。
ニンジャネクサススターを入手したためガルバナックスに狙われブロディを人質に捕らわれ敗北するも、一瞬の隙をついてニンジャネクサススターを破壊してその破片をニンジャネクサスプリズムに封印する。自身はその際に爆発に飲まれて生死不明となる（ただし、ブロディたちは死亡したと認識している）。

### 関係者
レッドボット
【ギャラクシーウォリアーズ】で使役されていたロボット。優しい心を持ち、誘拐されていたブロディの数少ない理解者であった。ブロディの逃亡に協力して晴れて自由の身になる。お手伝い用の機体であるため戦闘力は無い。

### 歴代のパワーレンジャー
トミー・オリバー / MMPRグリーンレンジャー（ドラゴンレンジャー） / MMPRホワイトレンジャー （キバレンジャー）/ ジオレンジャー5・レッド （オーレッド）/ ダイノサンダーブラックレンジャー（アバレブラック）
ロッキー・デサントス / MMPRレッドレンジャー（2代目）（ティラノレンジャー）
キャサリン・ヒラード / ピンクターボレンジャー（初代）（ピンクレーサー）
セオドア・ジェイ・ジャービス・ジョンソン / ブルースペースレンジャー（メガブルー）
ウェスリー・コリンズ / タイムフォースレッドレンジャー（タイムレッド）
トレント・フェルナンデス / ダイノサンダーホワイトレンジャー（アバレキラー）
ジェマ / レンジャーオペレーターシリーズシルバー（ゴーオンシルバー）
アントニオ / サムライゴールドレンジャー（シンケンゴールド）
ジア・モラン /イエローメガフォースレンジャー（ゴーカイイエロー）
コーダ / ダイノチャージブルーレンジャー（キョウリュウブルー）

### その他の登場人物
ヴィクター・ヴィンセント
サマーコーヴ高等学校の生徒。本作品のコメディリリーフ。
エイリアンが現れると同時に度々発明を持ちだすも肝心なとことでトラブルを起こすことが恒例となっている。だが、第1シーズン終盤では偶然ニンジャステールを引き寄せる『メガマグネット』を開発したことで、ガルバナックスおよびオーデイアスに目をつけられる。
モンティ
ヴィクターの友人。ヴィクターとモンティはハイム・サバンが『マイティ・モーフィン・パワーレンジャー』に登場したバルクとスカル的なキャラクターを求めたことから登場した。
ヴィエラ姫
ライオンギャラクシーのプリンセス。
スターシェリフスカイファイヤー(ジライヤ)
宇宙刑事。オーデイアスに騙されレンジャーたちと敵対するが、誤解が解けてからはレンジャーたちに協力する。

### ゲームショー【ギャラクシーウォリアーズ】
本作品の敵勢力。宇宙最強の称号を決めるべく各宇宙の強者たちが競い合う、宇宙で最も人気と称されるテレビ番組。『ウォーリアードームシップ』を本拠地としている。
ブロディによってニンジャネクサスプリズムが強奪された後は『5人のパワーレンジャーを倒した者がチャンピオンに挑戦できる』という形にルールが変更され、挑戦者の希望があればクダボットやリプコンの加勢が認められている。挑戦者が死亡した場合は観客からの再試合投票が行われ、一定数以上の投票があれば巨大化光線が発射されて挑戦者を蘇生・巨大化したうえで再度戦いが行われる。
ガルバナックス（牙鬼幻月）
【ギャラクシーウォリアーズ】のチャンピオン。『最強』の称号に並々ならぬ拘りを持つ。究極の力を求めてニンジャネクサススターを入手したダンを襲うが、ダンの手でニンジャパワースターがニンジャネクサスプリズムによって封印されたため手に入れることは叶わなかった。以降は、『一定の強さを見せてかつニンジャパワースターを入手できたものは自分への挑戦権を与える』という名目でニンジャネクサスプリズムからニンジャパワースターを取り出せる強者を探していた。
ブロディを誘拐した件は「親を失った子供に居場所を与えた」という見解を持ち、彼がニンジャネクサスプリズムを強奪したことについても、「恩を仇で返した裏切り者」と怒りを見せている。
リプコン（蛾眉雷蔵）
ガルバナックスの付き人。ブロディを人質に取りダンを敗北させた張本人であり、ブロディと深い因縁を持つ。
外見が似ても似つかないブタのような母親がいる。
マダム・オーディアス（十六夜九衛門）
ガルバナックスのアドバイザー。表向きガルバナックスに協力する反面、パワースターを入手したことを周囲に隠すなど不可解な行動を取っていた。
第1シーズン終盤で、ガルバナックスを利用してパワースターを独占する野心を持っていたことを明かした。
コスモ・ロイヤル
【ギャラクシーウォリアーズ】の司会者。ハイテンションかつ軽快な実況で場を盛り上げる。挑戦者に危害を加えられるなどしてもその場を逃げ出さないプロ精神の持ち主。
他のメンバーと異なり純粋にショーを盛り上げることしか頭に無いため、余計な発言をしてはガルバナックスに睨まれている。
バドンナ（有明の方）
元はスレッジに捕らわれた賞金首だったエイリアン。オーディアスの手引きで脱走し、彼女に味方している。
クダボット（ヒトカラゲ）
戦闘員。挑戦者のデモンストレーションや雑用などにも動員される。
バッシャーボット（ジュッカラゲ）
上級戦闘員。
偽エイデン
オーディアスがブロディを騙すために作ったアンドロイド。

### ギャラクティック・ニンジャ
ウルブァーミン（忍者ムジナ）
記憶を盗む能力を持つ忍者。
スピードウィング（忍者ハヤブサ）
スピード自慢の忍者。
ライゴー（忍者イッカクサイ）
力自慢の忍者。
ヴェノマ（忍者スズメバチ）
毒を操る忍者。

### 挑戦者
【ギャラクシーウォリアーズ】に参戦しているエイリアンたち。ニンジャネクサスプリズムを破壊できないガルバナックスがニンジャパワースターを取り出せる存在を探すべく、「宇宙最強を決める」という名目で集めた宇宙の猛者である。ブロディの逃亡後も、ゲームの体裁でパワーレンジャーと戦う手駒として利用されている。
ガルバナックスの目的を知る者はおらず、パワーレンジャーのこともチャンピオンへの挑戦権を得る前座としか考えられていない。
コルバカ（クエスター・ガイ）
優勝候補の1名とされるほどの猛者だったエイリアン。ラバゴーを倒し、ニンジャネクサスプリズムに挑む資格を得るが、プリズムに認められずパワースターを取り出せなかった。
ブロディの逃亡直後、自分の物になるはずだったパワースターを奪った彼を真っ先に追いかけるが、プリズムに認められてレンジャーの力を得たブロディに敗れる。
ラバゴー（害地副大臣ヒラメキメデス）
コルバカとの決勝戦で戦っていたエイリアン。ろくに抵抗もできないままコルバカに殺害される。
外見の似た兄弟もエントリーしているが、ラバゴーのほうがまだ強そうというガルバナックスの判断から参戦は見送られている。
リッパーラット（妖怪カマイタチ）
刃物の両手を持つエイリアン。また、暗器の扱いも得意とする。
スピンフェルノ（妖怪カシャ）
高速移動能力と発火能力を持つエイリアン。
スローガー（妖怪カッパ）
消火器のような外見のエイリアン。触れた者の動きを遅くするガスを放出する。
タングルウェブ（妖怪ツチグモ）
蜘蛛のようなエイリアン。体内に吸収した生命体を閉じ込める異空間を持つ。
バッドパイプス （妖怪テング）
催眠応力を持つエイリアン。
原典とは違い、対象を異空間に閉じ込める能力はない。
ハックトラック （妖怪ウンガイキョウ）
パラボラアンテナのような外見のエイリアン。機械にハッキングする能力を持つ。
ストンドーザー（妖怪ダイダラボッチ）
力自慢のエイリアン。
トラップソー（妖怪カマイタチ）
リッパーラットの弟。兄と異なり、罠・工作による戦いを得意とする。
巨大戦ではリッパーラット戦で使用されていなかったニンジャスティールメガゾードとの戦いの映像が流用されている。
トキシティー（妖怪エンラエンラ）
猛毒と火炎が武器のエイリアン。
原作では男性声優の岩田光央が声を担当しているが、本作品では女性として扱われている。
シュースパイク（妖怪ヤマワラワ）
靴のような外見のエイリアン。
ドリーロン （上級妖怪ヌエ）
ライオンギャラクシー出身のエイリアン。
フォンパンジー（妖怪ヤマビコ）
高周波が武器のエイリアン。
キャット・O・クロック（妖怪ネコマタ）
猫のような外見のエイリアン。
アブラカデンジャー（妖怪イッタンモメン）
フォースフイァー（妖怪ヌリカベ）
バリアが武器のエイリアン。
クレオカトラ（妖怪マタネコ）
キャット・O・クロックの同族。
スメレファント（妖怪バク）
ディセプトロン（フランケン）
サイクロプス（妖怪カサバケ）
ドゥームウェイブ（妖怪ウミボウズ）
ゲームゴブリン（妖怪オトロシ）

### スレッジ一味
前作『パワーレンジャー・ダイノチャージ』に登場した敵組織。前作においてパワーレンジャーが過去の時代でスレッジを倒したことで、世界そのものがスレッジ一味による地球侵攻が存在しない事象と化したが、「時間改変が起こる前の事象のスレッジ一味」はダークエナジェムを破壊した際に生まれたワームホールを通じて別世界であるニンジャスティールの宇宙に落ち延びている。
スレッジ
スレッジ一味の親玉。
ポイサンドラ（喜びの戦騎キャンデリラ）
スレッジの婚約者。
レンチ（哀しみの戦騎アイガロン）
一味のメカニックマン。

## 装備・戦力
括弧内はニンニンジャーにおける該当装備・戦力。
ニンジャバトルモーファー（カラクリヘンゲン）
刀や弓そして鉤爪に変形することが出来る変身アイテム。
「It's Morphin' Time!（変身だ）」の号令の後、ニンジャパワースター（忍シュリケン）をセットして回すことで変身が可能。
ニンジャブラスター（ガマガマ銃）
初期メンバーの5人のガマガエル型の銃。
ニンジャスターブレード（忍者一番刀）
ニンジャパワースターを取り付けてボタンを押すことでゾードを呼び出す機能や必殺技を出す機能がある。
ニンジャスティールバックル（ニンニンバックル）
初期メンバーの5人のバックル。
エレメントスター（五トン忍シュリケン）
初期メンバーの5人の手裏剣。
ソードスターシューター
玩具のみ。
ゴールドニンジャバトルモーファー
ゴールドレンジャーの変身アイテムで。初期メンバーのニンジャバトルモーファーとデザインが異なり、星型になっている。
チーズバーガー（忍者スターバーガー）
ゴールドレンジャーが所持してるチーズバーガーの形をしたアイテム。
ロックストームギターブラスター（スターソードガン）
ゴールドレンジャーのギター型の武器。
ライオンファイヤーモーファー（超絶勝負チェンジャー）
ライオンファイヤーレンジャーに強化変身するアイテム。
スーパースターブレード（忍者激熱刀）
ゴールドレンジャーに強化変身する最強武器。
パワースター（忍シュリケン）
レッドニンジャパワースター（アカニンジャーシュリケン）
ブルーニンジャーパワースター（アオニンジャーシュリケン）
イエロニンジャパワースター（キニンジャーシュリケン）
ホワイトニンジャパワースター（シロニンジャーシュリケン）
ピンクニンジャパワースター（モモニンジャーシュリケン）
ゴールドニンジャパワースター（スターニンジャーシュリケン）
スーパースターパワースター（スーパースターニンジャーシュリケン）
スターシェリフスカイファイヤーパワースター（ジライヤシュリケン）
エイリアンレンジャーパワースター（カクレンジャーシュリケン）
ニンジャストームパワースター（ハリケンジャーシュリケン）
メガモーフサイクル
ニンジャスティールを加工して製造した「メガモーフサイクルパワースター」を用いて生み出したバイク。空間転移能力を持つ。
ニンジャマスターモード
メガゾードの中でのみ変身可能な形態。
ニンジャマスターブレード
ニンジャマスターモードのみ使用可能な武器。
スーパーニンジャスティールブラスター
ニンジャマスターモードのみ使用可能な最強武器。
ゾード（オトモ忍）
ロボレッドゾード（シノビマル）
ドラゴンゾード（ドラゴマル）
ニトロゾード（ダンプマル）
コディアックゾード（ワンマル）
ズームゾード（ビュンマル）
ニンジャスティールメガゾード（シュリケンジン）
ロボライダーゾード（ロデオマル）
ブルライダーゾード（バイソンバギー）
ブルライダーメガゾード（バイソンキング）
ニンジャフュージョンゾード（キングシュリケンジン）
ランブルタスクゾード（パオンマル）
アストロゾード（UFOマル）
サブサーファーゾード（サーファーマル）
ダイナソーゾード（ダイノマル）
ライオンファイヤーゾード（ライオンハオージョウ）
ライオンファイヤーメガゾード（ライオンハオー）
ニンジャスティールウルトラゾード（覇王シュリケンジン）
ファルコンゾード（ホウオウマル）
サーペントゾード（セイリュウマル）
トータスゾード（ゲンプマル）
タイガーゾード（ビャッコマル）
パンダゾード（パンダマル）
ピラニアゾード（マゴイマル）
ニンジャブレイズメガゾード（ゲキアツダイオー）
ニンジャブレイズウルトラゾード（覇王ゲキアツダイオー）

## 用語
ニンジャスティール
ニンジャパワースターを構成する鉱物。
ニンジャネクサススター（終わりの手裏剣）
所有者は宇宙の頂点に立つと言われるアイテム。ダンの手で破壊され、その破片はニンジャパワースターへと変化した。
ニンジャネクサスプリズム

## キャスト
2016年8月8日に行われたファンイベント、パワーモーフィコンにてパワーレンジャー役の5人の俳優が発表された。

### レギュラー・準レギュラー
- ブロディ・ロメロ / ニンジャスティール・レッドレンジャー - ウィリアム・シェフェルト
- プレストン・ティエン / ニンジャスティール・ブルーレンジャー - ピーター・スダルソ
- カルヴァン・マクスウェル / ニンジャスティール・イエローレンジャー - ニコ・グリーサム[注釈 2]
- ヘイリー・フォスター / ニンジャスティール・ホワイトレンジャー - ゾーイ・ロビンス
- サラ・トンプソン / ニンジャスティール・ピンクレンジャー - クリスティ・アン
- アイデン・ロメロ（リーヴァイ・ウェストン） / ニンジャスティール・ゴールドレンジャー - ジョーディ・ウェバー
- レッドボット - 三村幸司→エリック・ベルトラン→エマ・カー/ 声 - バイロン・コル
- ミック・カニッチ - ケルソン・ヘンダーソン
- ガルバナックスの声 - リチャード・シンプソン
- リプコンの声、コスモ・ロイヤルの声 - キャンベル・クーリー
- マダム・オーディアスの声 - ジャック・ドリュー
- ナレーター - ダリル・ハブラケン

### 主なゲスト
- スレッジの声（S2:1・SP2） -  アダム・ガードナー
- ポイサンドラの声（S2:1・SP2） - ジャッキー・クラーク
- レンチの声（S2:1・SP2） - エステヴェス・グリスピー
- ウェスリー・コリンズ/タイムフォースレッドレンジャ（S2:9<声のみ>・10・SP2） - ジェイソン・ファウント
- ジェマ / レンジャーオペレーターシリーズシルバー（S2:9<声のみ>・10） - リ・ミン・フー
- コーダ / ダイノチャージブルーレンジャー（S2:9<声のみ>・10・SP2） - ヨシ・スダルソ
- トミー・オリバー/MMPRグリーンレンジャー/MMPRホワイトレンジャー/ジオレンジャー・V・レッド/ダイノサンダーブラックレンジャー（S2:10） - ジェイソン・デビッド・フランク
- ロッキー・デサントス/MMPRレッドレンジャー（S2:10） - スティーブ・カーデナス
- キャサリン・ヒラード/ピンクターボレンジャー（S2:10） - キャット・チルスン
- セオドア・ジェイ・ジャービス・ジョンソン/ブルースペースレンジャー（S2:10） - セルウィン・ウォード
- トレント・フェルナンデス/ダイノサンダーホワイトレンジャー（S2:10） - ジェフリー・パラッツォ
- アントニオ / サムライゴールドレンジャー（S2:10） - スティーブン・スカイラー
- ジア・モラン / イエローメガフォースレンジャー（S2:10） - シアラ・ハンナ

### スーツアクター
- レッドレンジャー（変身前のスタントも担当）[13] [14][15][16]、MMPRグリーンレンジャー[17]、クダボット[18]- 新田匡章
- ブルーレンジャー[19][16]、ゴールドレンジャー[20]、ダイノサンダーホワイトレンジャー[21]-門脇大輔
- イエローレンジャー[15]-、ダイノチャージブルーレンジャー[16]、偽ダイノサンダーホワイトレンジャー[15]-門林良輔
- イエローレンジャー[15]、ゴールドレンジャー[20]、モンスター[15]、ダイノサンダーブラックレンジャー[22] 、ロード・ドレイボン[16]- 三村幸司
- イエローレンジャー[13][16]、MMPRグリーンレンジャー[9]-山下駿
- ホワイトレンジャー[13][23][16]、クダボット[24][15]- 和田崎愛
- ピンクレンジャー[25]、ピンクターボレンジャー[26][16]、コスモ・ロイヤル[25] - 横山和博
- ピンクレンジャー[14][16] -永嶋美佐子
- ピンクレンジャー[13][23]、ゴールドレンジャー[20]、レンジャーオペレーターシリーズシルバー[16]-大石将史
- ゴールドレンジャー[13][16]、MMPRグリーンレンジャー[9][18]、ジオレッドレンジャー[27]、偽MMPRレッドレンジャー[15]-荻原暁
- イエローメガフォースレンジャー[28] 、偽ピンクターボレンジャー[29]-ルー・フィスク
- MMPRグリーンレンジャー[30]（代役）、クダボット-[31] - ロブ・マッケンジー
- ダイノサンダーホワイトレンジャー[32]-ティム・マクラクラン
- ブルースペースレンジャー[33]、アイデン・ロメロ（スタント) [34]-ジェイ・キーリー
- その他- ダニエル・アンドリュース、コーリー・ガートン、タラン・ハウエル、スティーブン・グレイ、ダネ・グラント、コーリー・ガートン、スコット・マーシュ

## スタッフ
- 製作総指揮 - ハイム・サバン、チップ・リン、ブライアン・カセンティーニ
- 共同プロデューサー - ジョエル・アンドリク
- ストーリー・エディター - チップ・リン
- リードライター - ベッカ・バーンズ
- 音楽 - ノアム・カニエル
- セカンドユニット監督 - アキヒロ・"ユージ"・ノグチ、大西雅樹
- スタント・コーディネーター - マーク・ハリス、横山和博
- 撮影監督- ケビン・ライリー
- セカンドユニット撮影監督- ショーン・マリーン
- 編集 - ヨヘン・フィッツハーバート
- プロダクション・デザイナー - トレーシー・コリンズ
- ADRスーパーバイザー - ジム・マクラーティ
- ADRディレクター - ジム・マクラーティ、キャンベル・クーリー
- 創造者 - ハイム・サバン、東映
- 原作 - 東映
- 制作 - パワーレンジャー・プロダクション、サバン・ブランド、東映
- 配給 - サバン・ブランド

## 放映リスト
| 話数                                 | サブタイトル                  | 登場モンスター | 監督                                          | 脚本                                                       |
| ------------------------------------ | ----------------------------- | --- | --------------------------------------------- | ---------------------------------------------------------- |
| パワーレンジャー・ニンジャスティール |                               | |                                               |                                                            |
| 1                                    | Return of the Prism           | コルバカ（声 - ティム・ラービー） ラバゴー（声 - アンドリュー・ラング）                                                                                                   | ピーター・バーガー                            | チップ・リン                                               |
| 2                                    | Forged in Steel               | リッパーラット（声 - エイドリアン・スミス） | ピーター・バーガー                            | チップ・リン                                               |
| 3                                    | Live and Learn                | スピンフェルノ（声 - グレッグ・ワード） | マイケル・ドゥイグナン                        | チップ・リン ベッカ・バーンズ オルウィン・デイル           |
| 4                                    | Presto Change-O               | スローガー（声 - イアン・ヒューズ） | マイケル・ドゥイグナン                        | チップ・リン ベッカ・バーンズ オルウィン・デイル           |
| 5                                    | Drive to Survive              | タングルウェブ（声 - ジェイミー・リネハン） | マイケル・ドゥイグナン                        | チップ・リン ベッカ・バーンズ オルウィン・デイル           |
| 6                                    | My Friend, Redbot             | バッドパイプス（声 - ケルソン・ヘンダーソン） | シモン・ベネット                              | チップ・リン ベッカ・バーンズ オルウィン・デイル           |
| 7                                    | Hack Attack                   | ハックトラック（声 - イアン・ヒューズ） | シモン・ベネット                              | チップ・リン ベッカ・バーンズ オルウィン・デイル           |
| 8                                    | Gold Rush                     | スカルゲーター | シモン・ベネット                              | チップ・リン ベッカ・バーンズ オルウィン・デイル           |
| 9                                    | Rocking and Rolling           | ストンドーザー（声 - フィル・ブラウン） | オリバー・ドライバー                          | チップ・リン ベッカ・バーンズ オルウィン・デイル           |
| 10                                   | The Ranger Ribbon             | トラップソー（声 - デイヴィッド・ヴァン・ホーン） | オリバー・ドライバー                          | チップ・リン ベッカ・バーンズ オルウィン・デイル           |
| 11                                   | Poisonous Plots               | トキシティー（声 - イヴェット・パーソンズ） | オリバー・ドライバー                          | チップ・リン ベッカ・バーンズ オルウィン・デイル           |
| 12                                   | Family Fusion                 | リプコン | マイケル・ドゥイグナン                        | チップ・リン ベッカ・バーンズ オルウィン・デイル           |
| 13                                   | Ace and the Race              | シュースパイク（声 - ローワン・ベットマン/人間体 - ジェイコブ・ダーレ）                                                                                                   | マイケル・ドゥイグナン                        | チップ・リン ベッカ・バーンズ オルウィン・デイル           |
| 14                                   | The Royal Rival               | ドリーロン（声 - ジョゼフ・ウィコフ） | シモン・ベネット                              | チップ・リン ベッカ・バーンズ オルウィン・デイル           |
| 15                                   | The Royal Rumble              | ドリーロン（声 - ジョゼフ・ウィコフ） | シモン・ベネット                              | チップ・リン ベッカ・バーンズ オルウィン・デイル           |
| SP1                                  | Grave Robber                  | ハックトラック（声 - イアン・ヒューズ） トラップソー（声 - デイヴィッド・ヴァン・ホーン） スローガー（声 - イアン・ヒューズ） スピンフェルノ（声 - グレッグ・ワード）     | オリバー・ドライバー                          | チップ・リン ベッカ・バーンズ オルウィン・デイル           |
| 16                                   | Monkey Business               | フォンパンジー（声 - サイモン・マッキニー） | マイケル・ドゥイグナン                        | チップ・リン ベッカ・バーンズ オルウィン・デイル           |
| 17                                   | The Adventures Of Redbot      | キャット・O・クロック（声 - チャーリー・マクダーモット） | シモン・ベネット                              | チップ・リン ベッカ・バーンズ オルウィン・デイル           |
| 18                                   | Abrakadanger                  | アブラカデンジャー（声 - マレー・ケイン） | マイク・スミス                                | チップ・リン ベッカ・バーンズ オルウィン・デイル           |
| 19                                   | Helping Hand                  | フォースフイァー（声 - ダーレン・ヤング） | マイク・スミス                                | チップ・リン ベッカ・バーンズ オルウィン・デイル           |
| 20                                   | Galvanax Rises                | ガルバナックス | マイク・スミス                                | チップ・リン ベッカ・バーンズ オルウィン・デイル           |
| SP2                                  | Past, Presents, And Future    | クレオカトラ（声 - チェルシー・マキューアン・ミラー） |                                               | チップ・リン ベッカ・バーンズ オルウィン・デイル           |
| パワーレンジャー・スーパースティール |                               | |                                               |                                                            |
| 1                                    | Echoes of Evi                 | スメルファント（声 - スティーブン・ブルントン） | チャーリー・ハスケル                          | チップ・リン ベッカ・バーンズ オルウィン・デイル           |
| 2                                    | Moment of Truth               | デセプトロン（声 - マーク・ライト） | チャーリー・ハスケル                          | チップ・リン ベッカ・バーンズ オルウィン・デイル           |
| 3                                    | Tough Love                    | スパイクロス（声 - テウイラ・ブレイクリー/人間体 - ベッキー・マクワン）                                                                                                   | チャーリー・ハスケル                          | チップ・リン ベッカ・バーンズ オルウィン・デイル           |
| 4                                    | Making Waves                  | ドゥームウェーブ（声 - エイドリアン・スミス） | オリバー・ドライバー                          | チップ・リン ベッカ・バーンズ オルウィン・デイル           |
| 5                                    | Game Plan                     | ゲームゴブリン（声 - ジェイミー・リネハン） | オリバー・ドライバー                          | チップ・リン ベッカ・バーンズ オルウィン・デイル           |
| 6                                    | Attack Of The Galactic Ninjas | ウォルバーマン（声 - ジェイミー・リネハン） スピードウィング（声 - イアン・ヒューズ） ライゴア（声 - チャーリー・マクダーモット） ヴェノマ（声 - エイディー・ウォーカー） | オリバー・ドライバー                          | チップ・リン ベッカ・バーンズ オルウィン・デイル           |
| 7                                    | The Need For Speed            | ウォルバーマン（声 - ジェイミー・リネハン） スピードウィング（声 - イアン・ヒューズ）                                                                                     | マレー・ケイン                                | チップ・リン ベッカ・バーンズ オルウィン・デイル           |
| 8                                    | Caught Red Handed             | ライゴア（声 - チャーリー・マクダーモット） ヴェノマ（声 - エイディー・ウォーカー）                                                                                       | マレー・ケイン                                | チップ・リン ベッカ・バーンズ オルウィン・デイル           |
| 9                                    | Outfoxed                      | ウォルバーマン（声 - ジェイミー・リネハン） ヴェノマ（声 - エイディー・ウォーカー）                                                                                       | マレー・ケイン                                | ユーサー・ディーン スティーブ・マックリアリー チップ・リン |
| 10                                   | Dimensions in Danger          | ロード・ドレイボン（声 - ラジール・シン） ロボレンジャー軍団 | サイモン・ベネット アキヒロ・"ユージ"・ノグチ | チップ・リン ベッカ・バーンズ オルウィン・デイル           |
| 11                                   | Love Stings                   | ヴェノマ（声 - エイディー・ウォーカー） | サイモン・ベネット                            | チップ・リン ベッカ・バーンズ オルウィン・デイル           |
| 12                                   | Fan Frenzy                    | ドレッドウルフ（声 - エミット・スキルトン） | サイモン・ベネット                            | チップ・リン ベッカ・バーンズ オルウィン・デイル           |
| 13                                   | Prepare To Fail               | | サイモン・ベネット                            | チップ・リン ベッカ・バーンズ オルウィン・デイル           |
| 14                                   | Sheriff Skyfire               | | オリバー・ドライバー                          | チップ・リン ベッカ・バーンズ オルウィン・デイル           |
| 15                                   | Tech Support                  | | オリバー・ドライバー                          | チップ・リン ベッカ・バーンズ オルウィン・デイル           |
| 16                                   | Car Trouble                   | | オリバー・ドライバー                          | チップ・リン ベッカ・バーンズ オルウィン・デイル           |
| 17                                   | Happy To Be Me                | | Ric Pellizzeri                                | チップ・リン ベッカ・バーンズ オルウィン・デイル           |
| SP3                                  | Monster Mix-Up                | | マレー・ケイン                                | チップ・リン ベッカ・バーンズ オルウィン・デイル           |
| 18                                   | Magic Misfire                 | | サイモン・ベネット                            | チップ・リン ベッカ・バーンズ オルウィン・デイル           |
| 19                                   | Doom Signal                   | | Ric Pellizzeri                                | チップ・リン ベッカ・バーンズ オルウィン・デイル           |
| 20                                   | Reaching the Nexus            | | Ric Pellizzeri                                | チップ・リン ベッカ・バーンズ オルウィン・デイル           |
| SP4                                  | The Poisy Show                | | マレー・ケイン                                | チップ・リン ベッカ・バーンズ オルウィン・デイル           |

## 備考
- プレストン・ティエン（ブルーレンジャー）を演じるピーター・スダルソは、前作『パワーレンジャー・ダイノチャージ（パワーレンジャー・ダイノスーパーチャージ）』にてコーダ（ダイノチャージ・ブルーレンジャー）を演じたヨシ・スダルソの弟である[6]。ヨシ演じるコーダがゲスト出演した際には兄弟共演を果たした。